# فرناندو كويروس
فرناندو كويروس (بالإسبانية: Fernando Quiroz) هو مدرب كرة قدم ولاعب كرة قدم أرجنتيني في مركز الوسط، ولد في 19 يونيو 1968 في بوينس آيرس في الأرجنتين. لعب مع نادي راسينغ ونويفا شيكاجو وهوراكان.